# Jonathan Miles
Jonathan Miles (* 28. ledna 1971 Cleveland, Ohio) je americký novinář a spisovatel. Jeho první kniha, Dear American Airlines, vyšla v roce 2008 v nakladatelství Houghton Mifflin Harcourt.

## Život
Jonathan Miles se narodil v Clevelandu ve státě Ohio. Jeho rodina se později přestěhovala do města Phoenix v Arizoně, Miles však v 17 letech utekl z domu a usadil se v Oxfordu, kde posléze navštěvoval University of Mississippi. Začal si přivydělávat jako reportér a nadějný jazzový hudebník a seznámil se se spisovatelem Larrym Brownem, s nímž si dobře porozuměl. Miles nakonec univerzitní studia nedokončil, Brown jej však přesvědčil, aby se psaní věnoval pořádně. Miles později prohlásil: "Naučil jsem se od něj tolik věcí. Někdo musí jet do Iowy, kde pořádají kurzy pro spisovatele, já měl Larryho."

## Dílo
Ačkoliv se Miles na univerzitě žurnalistice nikdy nevěnoval, jeho texty byly brzy zveřejněny v místním literárním časopisu Oxford American, kam v dalších letech přispíval eseji a kritikami. Jeden kamarád mu navrhl, aby se stal reportérem místního deníku, a Miles místo skutečně získal. V jednom rozhovoru později řekl, že měl tehdy nízký plat, ale povinnost přijít každý den s nějakým novým textem zlepšila jeho schopnost psaní - naučila ho, jak se o složitých a emocionálních tématech vyjadřovat klidněji a neutrálněji. V rámci stejného interview Miles dále uvedl, že ho deník o několik let později propustil kvůli nekrologu člověka, který se přiznal, že jedné z předních postav města často prodával alkohol, což Miles v textu uvedl.
Milesovy texty zaujaly jednoho z redaktorů časopisu Esquire, jenž otiskl jeho zprávu o geniálním útěku z vězení, kterým se zabýval během svého působení v oxfordském deníku. Rychle si získal pověst bystrého pozorovatele zvyků a kultury v Mississippi a jeho eseje se začaly objevovat v časopisech Food & Wine, Men's Journal a The New York Times Magazine. Miles říká, že za styl svých raných textů vděčí především městu Oxford, přesto se později rozhodl, že se přestěhuje - když mu Men's Journal nabídl smlouvu na celý rok, byl už na cestě do New Yorku.
Jeho román Dear American Airlines získal následující ocenění:
- New York Times Book Review: 100 významných knih roku 2008[3] (celkem se do výběru dostalo jen 7 knih debutujících spisovatelů[4]);
- Wall Street Journal: 12 "nejvýraznějších" knih roku 2008[5];
- Los Angeles Times: nejoblíbenější knihy roku 2008[6];
- Amazon.ca: 50 knih, které naše redaktory v roce 2008 nejvíc oslovily[7];
- A.V. Club: nejoblíbenější knihy roku 2008[8].